# Chaerilus conchiformus
Espèce
Chaerilus conchiformus est une espèce de scorpions de la famille des Chaerilidae.

## Distribution
Cette espèce est endémique du Tibet en Chine. Elle se rencontre vers Linzhi.

## Description
La femelle holotype mesure 43,47 mm.

## Publication originale
- Zhu, Han & Lourenço, 2008 : The chaerilid scorpions of China (Scorpiones: Chaerilidae). Zootaxa, no 1943, p. 37-52.